# Cảnh sát Hoàng gia Lào
Cảnh sát Hoàng gia Lào (tiếng Pháp: Police Royale Laotiènne – PRL), là lực lượng cảnh sát quốc gia chính thức của Vương quốc Lào từ năm 1949-1975, hoạt động phối hợp chặt chẽ với Quân lực Hoàng gia Lào (FAR) trong cuộc Nội chiến Lào từ năm 1960-1975.  

## Kết hợp
Một nhánh đặc biệt của lực lượng an ninh Lào đáng giá được đề cập đến là đơn vị "phối hợp lãnh đạo quốc gia" (Directorate of National Co-ordination hoặc DNC) (tiếng Pháp: Direction de Coordination Nationale – DCN). DNC là lực lượng cảnh sát dã chiến tinh nhuệ bán quân sự có khả năng nhảy dù phỏng theo hình mẫu của biệt đội thuộc Đơn vị tái tiếp tế trên không Cảnh sát Hoàng gia Thái Lan (PARU) và tương tự như chức năng của lực lượng cảnh sát dã chiến Việt Nam Cộng hòa. Đơn vị có nguốn gốc hình thành từ tháng 9 năm 1960, khi Bộ Tư lệnh Cảnh sát Quốc gia ra lệnh thành lập một "Liên đoàn cơ động đặc biệt" (tiếng Pháp: Groupement Mobile Speciale - GMS) bao gồm hai Tiểu đoàn bán quân sự đặc biệt (tiếng Pháp: Bataillons Speciales - BS), thứ 11 và thứ 33.  

## Chỉ huy
- Trung tá Siho Lamphouthakoun
- Trung tá Thao Ty